# Тосьо-Мару
Тосьо-Мару (Tosyo Maru) — транспортне судно, яке під час Другої світової війни брало участь у операціях японських збройних сил на Тихому океані. 
Судно спорудили як «Дайтоку-Мару № 3» в 1918 році на верфі Osaka Zosensho для компанії Towa Kisen. З 1923-го воно під назвою «Тошо-Мару» (Tosho Maru), працювало для Kawasaki Kisen, а з 1934-го перейшло до Kita Kyushu Syosen. В 1939-му новим власником стала компанія Hinode Kisen, при цьому назву змінили на «Тосьо-Мару». 
В 1941-му судно реквізували для потреб Імперського флоту Японії. 
25 серпня 1944-го «Тосьо-Мару» слідувало в конвої через море Банда. В районі за три сотні кілометрів на південний схід від Амбону воно було атаковане та потоплене бомбардувальниками B-24 зі складу американської армійської авіації. Після цього переобладнаний допоміжний мисливець за підводними човнами «Нітто-Мару № 18» провів порятунок вцілілих.